# 矢崎由紗
矢崎 由紗（やざき ゆさ、2009年5月20日 - ）は、日本の元子役である。愛称は、ゆさぴょん。東京都出身。ワイケーエージェント所属。

## 出演

### テレビドラマ
- 黄昏流星群（2012年6月26日、関西テレビ） - 実香（2歳） 役
- 新春ワイド時代劇 白虎隊〜敗れざる者たち（2013年1月2日、テレビ東京） - 西郷季子 役
- ネオ・ウルトラQ第11話（2013年3月23日、WOWOW） - アルゴスデモクラシー
- 名もなき毒（2013年7月8日 - 9月16日、TBS）- 杉村桃子 役
- Dr.DMAT（2014年1月9日 - 3月20日、TBS） - 八雲春子（幼少期） 役
- アリスの棘 第2話（2014年4月18日、TBS） - 千原美久 役
- 花咲舞が黙ってない 最終話（2014年6月18日、日本テレビ） - 坂田菜々美 役
- おやじの背中 第2話（2014年7月20日、TBS） - 青木誠（幼少期） 役
- 遠い約束〜星になったこどもたち〜（2014年8月25日、TBS） - 水野かよ 役
- 保育探偵２５時～花咲慎一郎は眠れない！！！～ 第5話（2015年2月13日、テレビ東京）- 菅野マリヤ 役
- マザー・ゲーム〜彼女たちの階級〜（2015年4月14日 - 6月16日、TBS） - 後藤梨香 役
- 37.5℃の涙 第8話（2015年9月3日、TBS） - 須田レイナ 役
- コウノドリ 第1話（2015年10月16日、TBS） - 矢野夏希（幼少期）役
- 結婚式の前日に（2015年10月 - 12月、TBS）
- 警視庁捜査一課長〜ヒラから成り上がった最強の刑事!5（2015年10月17日、テレビ朝日） - 水越奈々 役
- 検事の死命（2016年1月17日、テレビ朝日） - 大友果歩 役
- 警視庁ゼロ係〜生活安全課なんでも相談室〜 第4話（2016年2月5日、テレビ東京） - 温井莉子 役
- 早子先生、結婚するって本当ですか?（2016年4月21日 - 6月16日、フジテレビ系） - 多摩由紗 役
- 砂の塔〜知りすぎた隣人（2016年10月14日 - 12月16日、TBS） - 柳玲奈（汐里の娘）役
- 悦ちゃん〜昭和駄目パパ恋物語〜（2017年7月15日 - 9月16日、NHK総合） - 池辺琴 役
- 連続テレビ小説 半分、青い。（2018年4月2日 - 9月29日、NHK） - 楡野鈴愛（幼少期） 役[2]
- 学校へ行けなかった私が「あの花」「ここさけ」を書くまで（2018年9月1日、NHK BSプレミアム）
- 僕らは奇跡でできている（2018年10月9日 - 12月11日、カンテレ制作・フジテレビ系） - 樫野木香澄 役
- 中学聖日記（2018年11月13日 - 27日、TBS） - 村越かれん 役
- ボイス 110緊急指令室 第8話・第9話（2019年9月7日・14日、日本テレビ） - 鳥山加奈 役
- G線上のあなたと私（2019年10月15日 - 12月17日、TBS） ‐ 北河多実 役
- 民謡魂 ふるさとの唄-越後瞽女物語-（2019年11月17日、NHK総合）- ちよ 役
- 月曜プレミア8 ドンナビアンカ〜刑事 魚住久江〜（2020年10月5日） - 副島美月 役

### 映画
- ndjc2014「good bye」風役

- あやしい彼女（2016年4月1日）- 瀬山カツ（幼少期）役
- こどもつかい（2017年6月17日）- 柴田瑠奈 役
- 四月は君の嘘
- 「黒い乙女Ｑ＆Ａ」芽衣少女時代役
- とびだせ！ならせ！PUI PUI モルカー（2021年）映画予告編ナレーション

### テレビバラエティ
- 奇跡体験!アンビリバボー
- それSnow Manにやらせて下さい - ナレーション
- 週刊さんまとマツコ - ナレーション

### CM
- 日本興亜損保「代理店対応力で選ぶなら、日本興亜」篇
- イオンリテール株式会社東海カンパニー「東海エリア限定キッズサタデー」篇
- ハウス食品 バーモントカレー「元気いただき！」篇

### 雑誌
- メイト「保育のひろば」別冊
- キンダーブック「忍者体操」
- 小学館「幼稚園グランプリ」
- 「Myojo2月号」2020年12月22日発売

### Web
- 日立洗濯機
- SK-Ⅱ
- Paravi「それSnowManにやらせて下さい」ナレーション
- ドラゴンクエストXオンライン「モーニングルーティン in ドラクエ10」ナレーション
- 日向坂46 新メンバーオーディション「家族編」